# Barth
Barth ist eine Kleinstadt im Landkreis Vorpommern-Rügen des Landes Mecklenburg-Vorpommern. Der staatlich anerkannte Erholungsort ist Sitz des Amtes Barth und bildet ein Unterzentrum.

## Geographie

### Geographische Lage

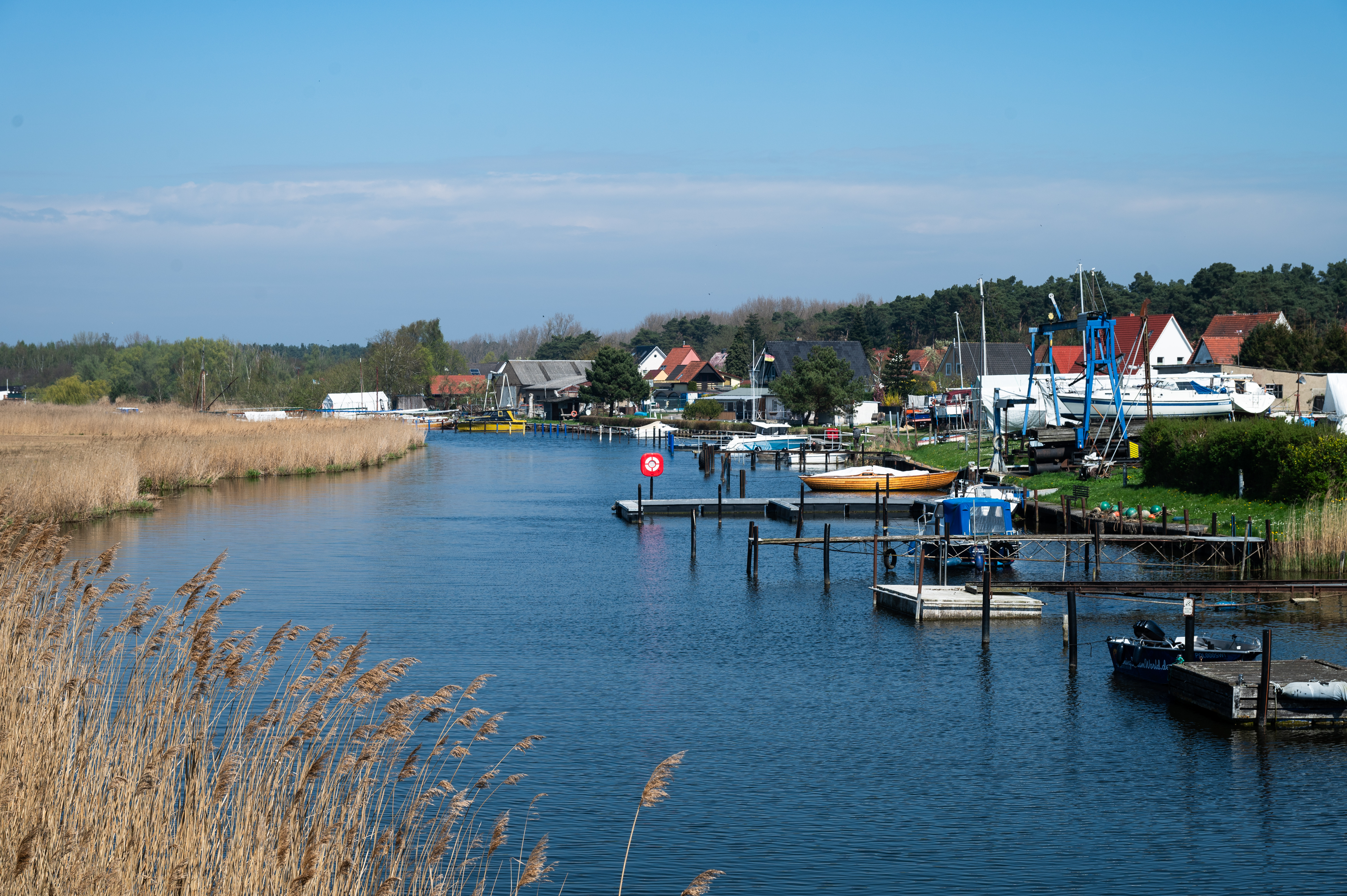
Fluss Barthe zwischen den Ortsteilen Tannenheim und Barth

Barth liegt am südlichen Ufer des Barther Boddens und östlich des Flusses Barthe. Das Barther Stadtholz ist ein größeres Waldgebiet im Westen. Höchste Erhebung ist im Osten der Glöwitzer Berg mit 34,2 m ü. NHN. Auf der Halbinsel zwischen Barther Strom und Barther Bodden existiert das Feuchtgebiet Kuhwiese. Ein weiteres, teilweise unterhalb des Meeresspiegels liegendes Feuchtgebiet befindet sich östlich der Stadt. Hier gibt es auch einige kleinere Seen.

### Stadtgliederung
Zu Barth gehören fünf Ortsteile, nämlich Barth selbst, dann Tannenheim und Planitz im Westen und Südwesten, Glöwitz und Fahrenkamp im Osten und Nordosten.

## Geschichte
In der älteren Literatur wird die Stiftung der Stadt Barth in das Jahr 1079 gesetzt. Beschrieben ist auch eine Eroberung von Barth zum Zwecke der Bekehrung durch den bereits 1156 verstorbenen Fürsten Ratibor I. 1159 wurde in der provincia Barta von Kämpfen gegen die Slawen berichtet. Bardo bedeutete damals im Pommerschen oder in der polabischen Sprache kleine Erhöhung. 1256 war die Schreibweise dann Bard oder Barth und im 13. Jahrhundert auch Bart und Bardt.

### Mittelalter

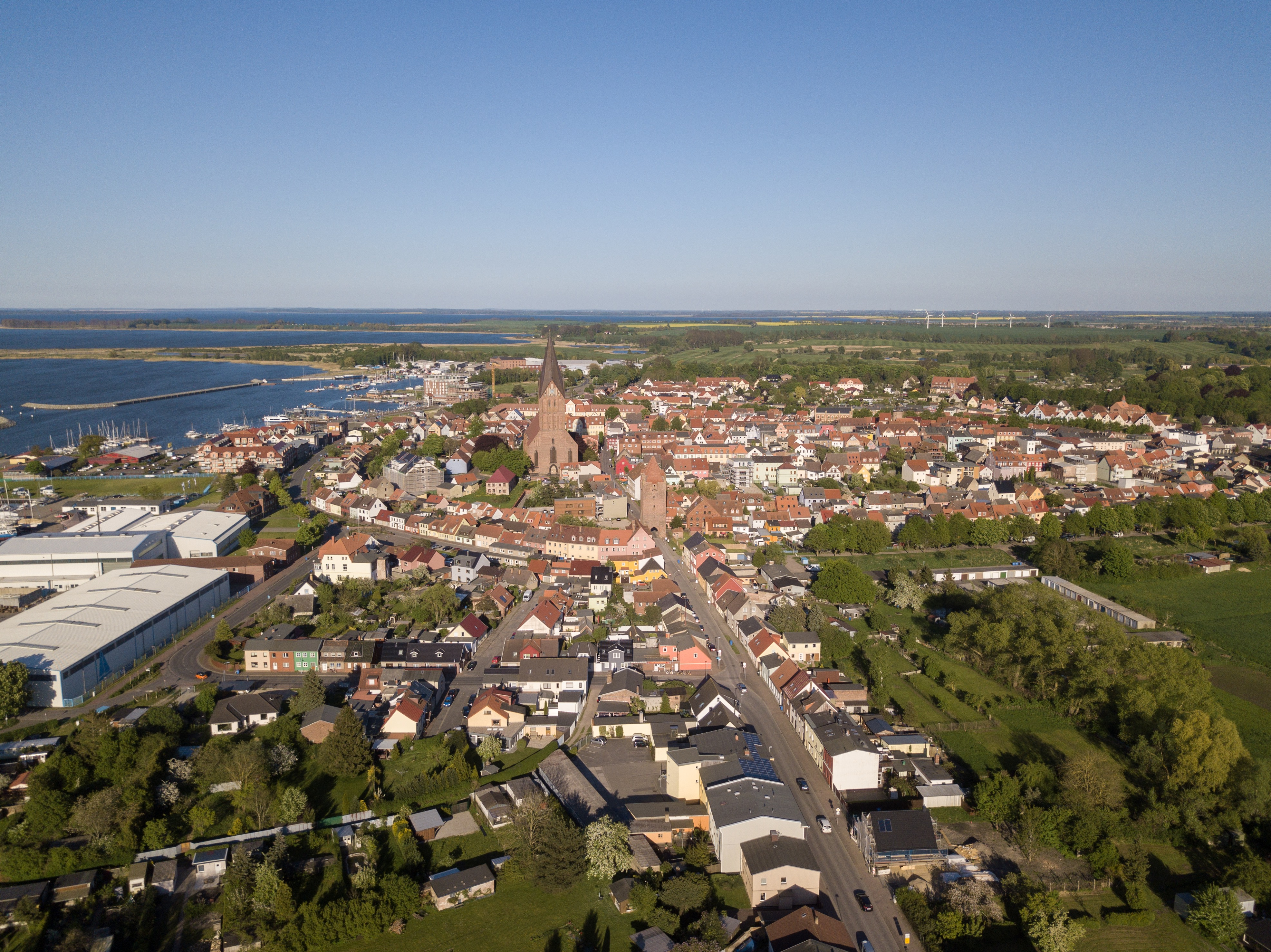
Blick von Westen (2018)

Zwischen zwei slawischen Fischerdörfern, wohl Dorfstelle (heute dort befindlich die Dorfstellenstraße) und Trebin (heute die gleichnamige Straße), entstand wahrscheinlich in der ersten Hälfte des 13. Jahrhunderts auf einer Erhebung eine deutsche Marktsiedlung. Sie wird 1255 in einer Urkunde des Jaromar II. erstmals als Stadt bezeichnet und mit dem Lübischen Stadtrecht versehen. Dies war auch die erste urkundliche Erwähnung der Stadt. Das Datum der Verleihung des Stadtrechts ist unbekannt, wird jedoch vermutlich um 1240/50 gelegen haben.
Eine alte Slawenburg befand sich südlich des heutigen Bahnhofes an Stelle der heutigen Anlagen und der Freilichtbühne Barth. Eine weitere slawische Burganlage lag im Nordwesten der Stadt. Diese Burganlagen mussten nach dem Willen der Barther Bürger abgebrochen werden.
Wizlaw III., der letzte Rügenfürst des Ranengeschlechts und wohl einzig bekannter Minnesänger des norddeutschen Raumes und erster pommerscher Dichter, ließ um 1315 in Barth ein Schloss errichten. Urkundlich wurde 1324 die Burg als Festung genannt. Wizlaw III. starb 1325 in seinem Barther Residenzschloss. Da sein Sohn bereits einige Monate zuvor verstorben war, erlosch damit das alte Rügensche Fürstenhaus. Barth verlor fortan ständig an Bedeutung und Reichtum. 1326 wurde Herzog Wartislaw IV. von Pommern durch Christoph II. auf dem Friedhof zu Barth mit dem Fürstentum Rügen belehnt.
In den folgenden Jahren litt die Stadt unter dem Rügischen Erbfolgekrieg mit Mecklenburg, dazu kamen Brände, Sturmhochwasser und die Pest. Die Seeräuber Klaus Störtebeker und Gödeke Michels, angeblich in der Nähe der Stadt beheimatet, fanden Unterstützung durch Barnim VI. und Wartislaw VIII. Herzog Barnim starb 1405 an der Pest und wurde im benachbarten Wallfahrtsort Kenz in der St.-Marien-Kirche vor dem Chor bestattet.

### Pommersche Herrschaft (ab 1369), Residenzstadt (bis 1603)
Der Ribnitzer Frieden beendete 1369 die militärischen Auseinandersetzungen mit Mecklenburg und brachte Barth zum Herzogtum Pommern. Bogislaw X. vereinigte 1478 die pommerschen Lande in seiner Hand und residierte zeitweise in Barth. Am längsten (von 1570 bis 1603) residierte Herzog Bogislaw XIII. in Barth, er gehörte zu den bedeutendsten Pommernherzögen.

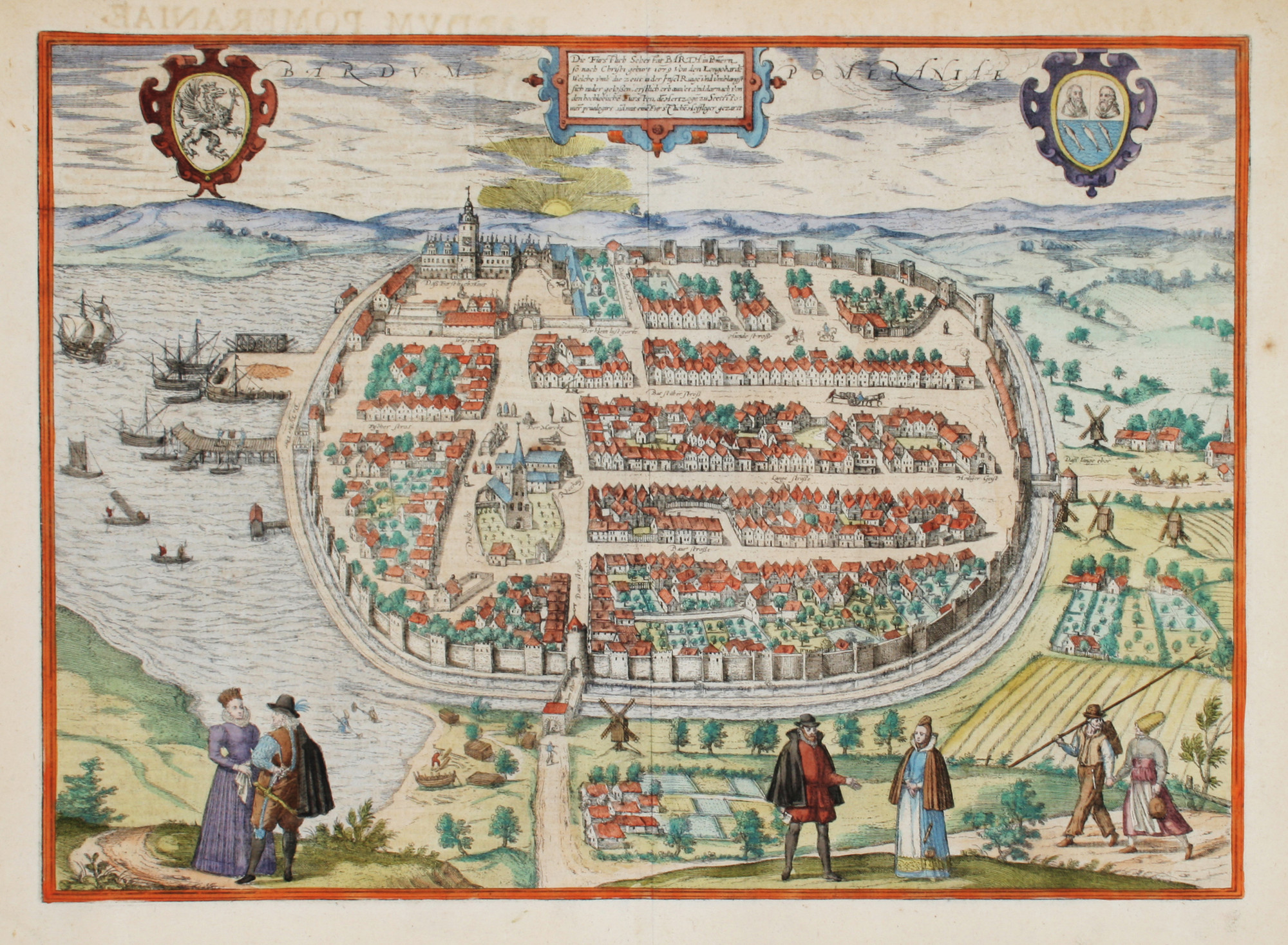
Frans Hogenberg: Bardum Pomeraniae, Radierung, 33 mal 44 cm, vor 1590

Um 1570 begann er mit dem Ausbau Barths zur Hauptstadt seines Landes Barth/Neuenkamp (Neuenkamp wurde durch ihn in Franzburg umbenannt). Den alten Fürstenhof ließ er 1573 zu einem stattlichen Renaissance-Schloss umbauen. Bogislaw gründete 1582 eine fürstliche Hofdruckerei (förstlike Druckery) in Barth und regte den Bau einer Apotheke, einer Seidenmanufaktur sowie einer Wasserkunst zur Versorgung mit Trinkwasser an. Durch den regen Schiffshandel wurde das Barther Bier überregional bekannt. Mit der Verlegung der Residenz Bogislaws nach Stettin im Jahr 1603 endete die Blütezeit Barths. Die in niederdeutscher Sprache verfasste Barther Bibel ist das bedeutendste Zeugnis dieser Periode.
In den Hexenverfolgungen 1578 bis 1653 sind 44 Verfahren wegen Hexerei und Zauberei belegt. Mindestens 15 Menschen im Amt Barth wurden in den Hexenprozessen hingerichtet. Im Ortsteil Planitz kam es 1649 bis 1653 zu vier Hexenprozessen mit zwei Hinrichtungen.

### Schwedische Herrschaft: Niedergang (etwa 1648–1750), Erholung
Nach dem Dreißigjährigen Krieg gehörte Barth zu Schwedisch-Pommern innerhalb des Heiligen Römischen Reichs. 1710/11 bewohnte der geflohene polnische König Stanislaus I. Leszczyński das Schloss. 1722 hatte der Ort nur noch 76 Häuser. Das Schloss war verfallen. Nachdem der Schwedenkönig Friedrich I. 1733 den Grund und Boden der Ritterschaft Nordvorpommerns und Rügens geschenkt hatte, entstand an seiner Stelle das adlige Fräuleinstift.
Nach dem Siebenjährigen Krieg folgte eine erneute Blütezeit für den Schiffbau und die Segelschifffahrt. 1783 besaß Barth 40 Schiffe. 1795 gab es 520 Häuser und 3150 Einwohner. 1848 waren in Barth 67 Handelsschiffe beheimatet. Die Stadt hatte im Laufe der Zeit bis zu sieben Werften. Auch die Fischerei war eine der Einnahmequellen der Stadt. Ursprünglich hatten die Barther Fischer die Fischereirechte bis in den Saaler Bodden.

### Neuere Geschichte

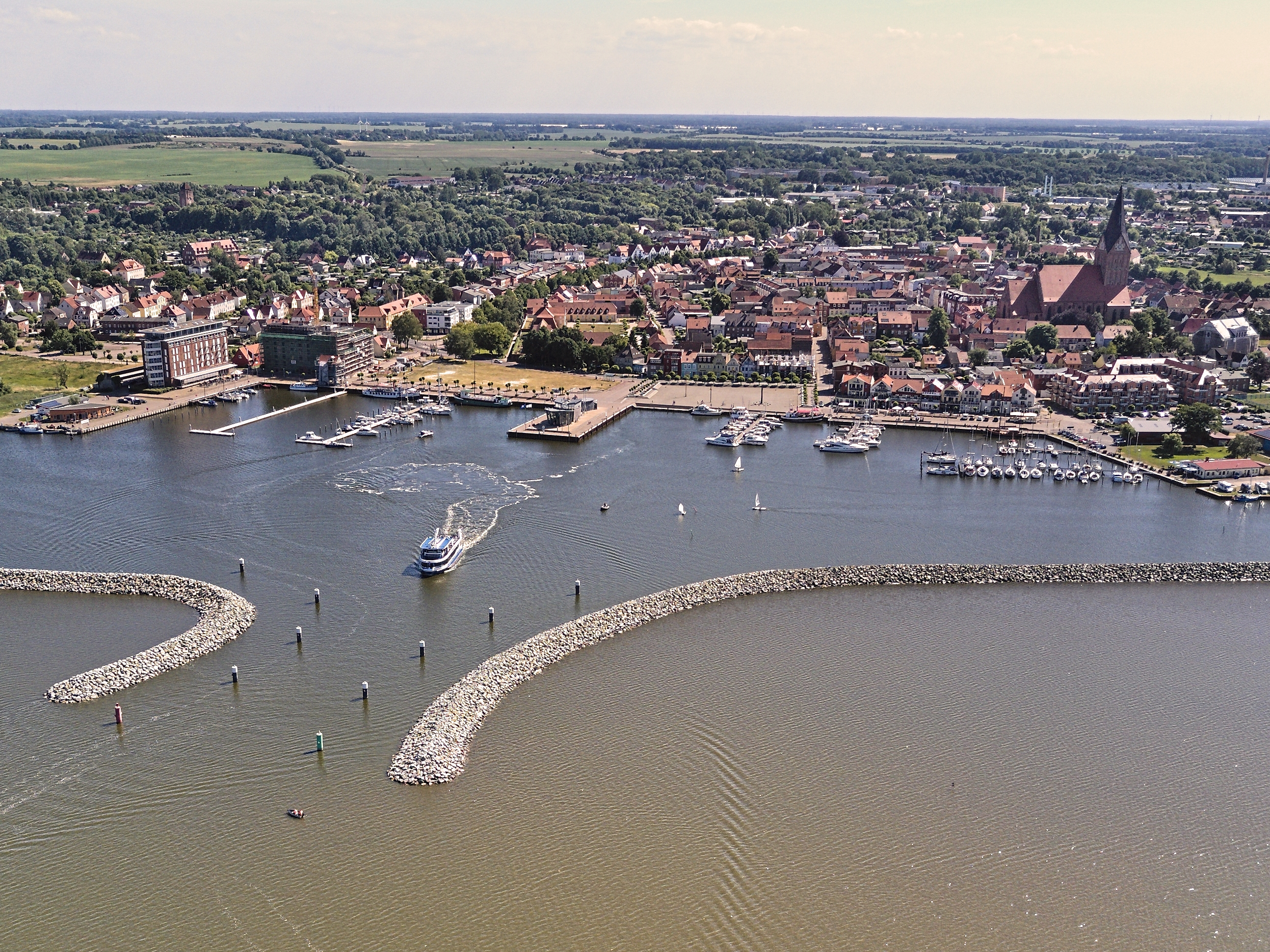
Hafen Barth mit Altstadt

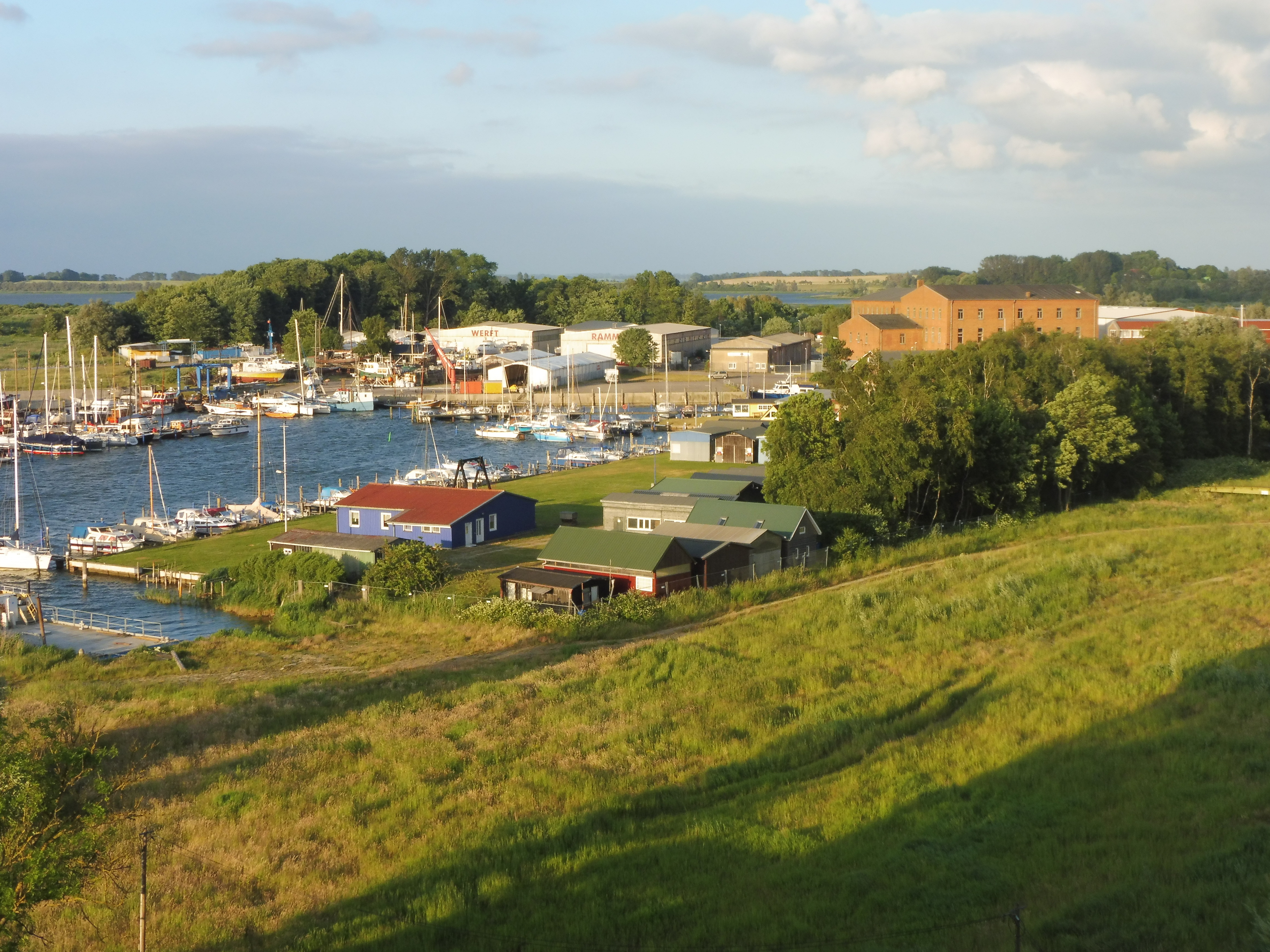
Werfthafen und Alte Zuckerfabrik

Das mittelalterliche Rathaus mit markantem Schmuckgiebel befand sich auf dem Marktplatz; es wurde 1871 abgebrochen.
Zwar wurde die Stadt in vielfacher Weise an die Verkehrssysteme angebunden, doch die meisten wurden nach dem Zweiten Weltkrieg wieder aufgegeben. So wurde die Bahnstrecke Stralsund–Rostock 1888/89 eröffnet. Von Velgast aus wurde eine 11,4 km langer Stichstrecke nach Barth gebaut. Später entstand die 18,6 km lange Bahnstrecke Velgast–Prerow, auch als Darßbahn bekannt. Die sowjetische Besatzungsmacht ließ die Bahnstrecke nach 1945 demontieren und als Reparationsleistung in die Sowjetunion transportieren.
Ab 1895 betrieb die private Bahngesellschaft Franzburger Kreisbahnen (FKB) die Schmalspurbahnstrecke zwischen Stralsund, Barth und Damgarten über Saal. Ab dem 1. April 1949 wurde die Führung, wie auch die der übrigen ehemaligen Klein- und Privatbahnen im Lande, durch die Deutsche Reichsbahn übernommen. Die Stilllegung der Strecke für Barth erfolgte 1971. Um 1900 war zudem eine Eisenbahn-Fährverbindung Barth-Malmö geplant. Am windgeschützten Barther Bodden sollte ein Fährhafen entstehen, bei Zingst war ein mit Schleusentoren gegen Unwetter geschützter Durchstich durch die Halbinsel Darß geplant. Eisenbahnseitig sollte Barth in Grimmen eine Direktanbindung an die Bahnstrecke Berlin-Stralsund erhalten. Wegen Differenzen mit der Stadt Stralsund kam das Projekt nicht zustande.
Ab Juli 1940 wurde Am Vogelsang ein Stammlager (Stalag Luft I) für alliierte Kriegsgefangene eingerichtet, in dem insgesamt ca. 9.000 Gefangene untergebracht waren. Unter den Gefangenen befand sich auch der spätere britische Schauspieler Donald Pleasence, der 20 Jahre später eine wichtige Nebenrolle im Drama Gesprengte Ketten übernahm, einem Film, der ebenfalls in einem Kriegsgefangenenlager der deutschen Luftwaffe spielt.

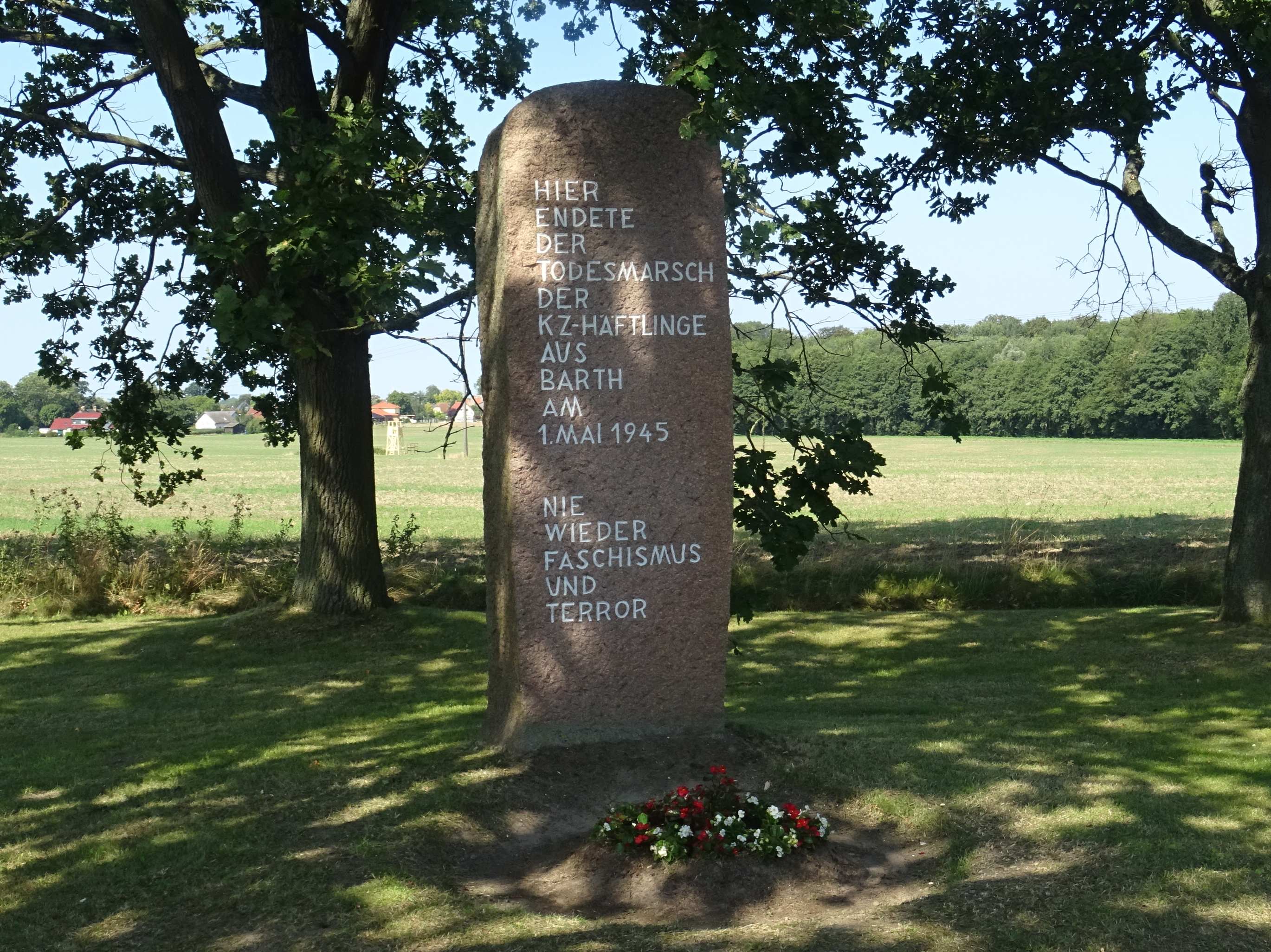
Häschendorfer Denkmal am Endpunkt des Todesmarsches: Ende April 1945 wurden die Häftlinge aus Barth vor der herannahenden sowjetischen Armee auf einen Todesmarsch in Richtung Rostock geschickt. Am Ende wurden 700 bis 800 Häftlinge bei Häschendorf befreit. Ein Gedenkstein am Abzweig nach Häschendorf von der Bundesstraße 105 erinnert an den Todesmarsch.

1943 wurde auf dem Gelände des Barther Fliegerhorstes das Außenlager Barth des KZ Ravensbrück errichtet, wo etwa 6.000 Häftlinge aus 18 Nationen in den Ernst Heinkel Flugzeugwerken unter unmenschlichen Bedingungen Zwangsarbeit verrichten mussten. Auf den Evakuierungstransporten bei Kriegsende kamen fast 200 Häftlinge zu Tode, die meisten wurden von der Roten Armee befreit.

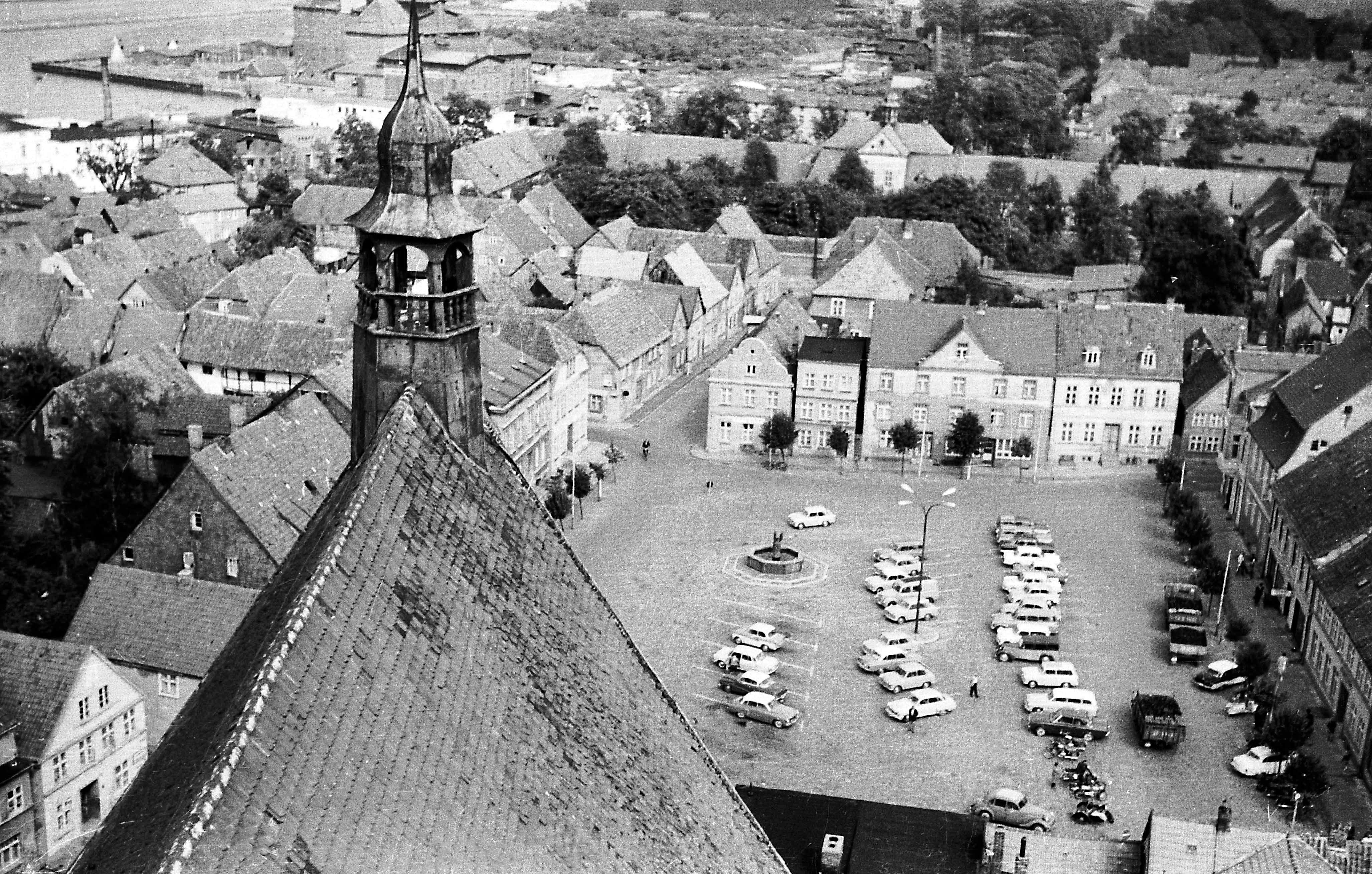
Blick von der Marienkirche zum Markt, 1966

In Barth waren zu Zeiten der DDR einige größere Industriebetriebe mit Tausenden von Arbeitsplätzen ansässig, wie der VEB Landmaschinenbau Barth (später Schiffsanlagenbau Barth), der VEG Saatzucht Barth, das Betonwerk, die Brauerei, die Zuckerfabrik, die Bootswerft und die Fischfabrik. Von 1970 bis 1985 entstand das Wohngebiet Süd mit 696 Wohnungen in Plattenbauweise.
Die Abwicklung der Großbetriebe nach 1990 mit der hieraus resultierenden Arbeitslosigkeit führte zur Abwanderung von Arbeitskräften und damit zur Abnahme der Einwohnerzahl der Stadt. Neue wirtschaftliche Perspektiven eröffnete der Fremdenverkehr durch die Nähe Barths zur Ostsee und als östliches Eingangstor zur Halbinsel Zingst.
Nach der Wende und friedlichen Revolution in der DDR wurde ab 1991 der historische Stadtkern im Rahmen der Städtebauförderung grundlegend saniert. Am Westhafen wurden neue Reihenhäuser, Restaurants und Läden erbaut; die ehemalige Fischfabrik wurde abgerissen, während der denkmalpflegerisch interessante Verwaltungstrakt erhalten blieb; die Hafenstraße wurde umgebaut.

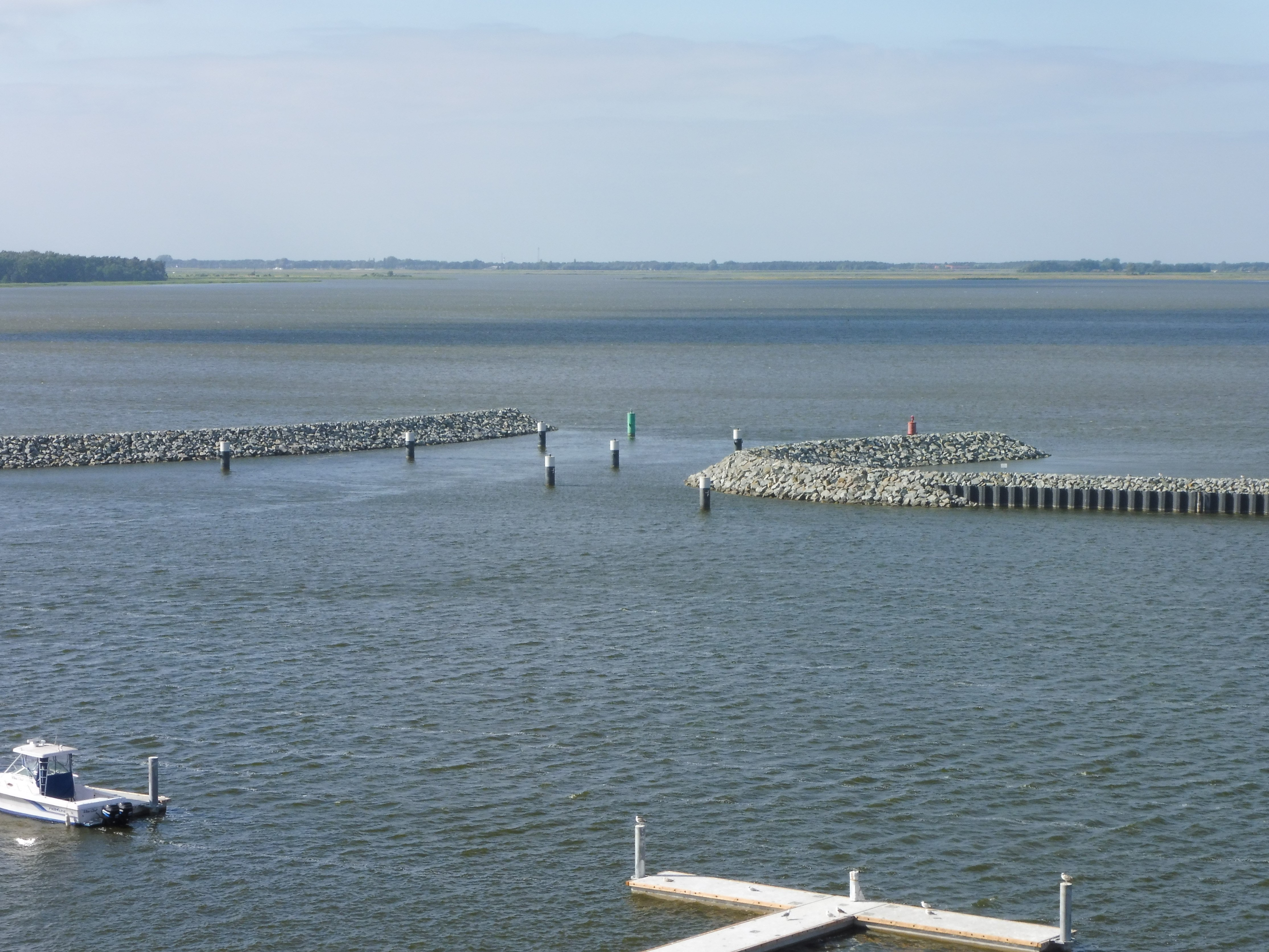
Neue Molen vor dem Stadthafen

2005 feierte Barth den 750. Jahrestag der Verleihung des Stadtrechtes. Seit 2015 ist Barth ein staatlich anerkannter Erholungsort.
Von 1952 bis 1994 gehörte Barth zum Kreis Ribnitz-Damgarten (bis 1990 im DDR-Bezirk Rostock, 1990 bis 1994 im Land Mecklenburg-Vorpommern). 1994 wurde die Stadt in den Landkreis Nordvorpommern eingegliedert. Seit der Kreisgebietsreform 2011 gehört sie zum Landkreis Vorpommern-Rügen.

#### Immobilienskandal
2017 verkaufte die Stadt ein großes Hafengrundstück für 660.000 Euro an Michael Budzinski. Dieser sollte dort ein touristisches Zentrum („Vinetarium“) für 30 Millionen Euro bauen lassen. Als bis 2022 kein Baubeginn erfolgte und die Stadt von einem vereinbarten Rückkaufrecht Gebrauch machen wollte, wurde festgestellt, dass Budzinski eine Grundschuld von 32,7 Millionen Euro auf eine ebenfalls ihm gehörende Gesellschaft hatte eintragen lassen, ein Betrag, den die Stadt nun aufbringen müsste, um das Gelände zurückzuerhalten. Der grundbuchliche Eintrag war mit schriftlicher Zustimmung des Barther Bürgermeisters Friedrich-Carl Hellwig und des damaligen Baumtsleiters Manfred Kubitz erfolgt, weswegen gegen alle drei Strafanzeige wegen des Verdachts des Betruges erstattet wurde.

## Bevölkerung
| Jahr | Einwohner |
| ---- | --------- |
| 1990 | 11.549    |
| 1995 | 10.429    |
| 2000 | 09.965    |
| 2005 | 09.177    |
| 2010 | 08.733    |
| 2015 | 08.696    |

| Jahr | Einwohner |
| ---- | --------- |
| 2020 | 8.609     |
| 2021 | 8.692     |
| 2022 | 7.828     |
| 2023 | 7.748     |

 Stand: 31. Dezember des jeweiligen Jahres, ab 2011 auf Basis des Zensus 2011, ab 2022 auf Basis des Zensus 2022

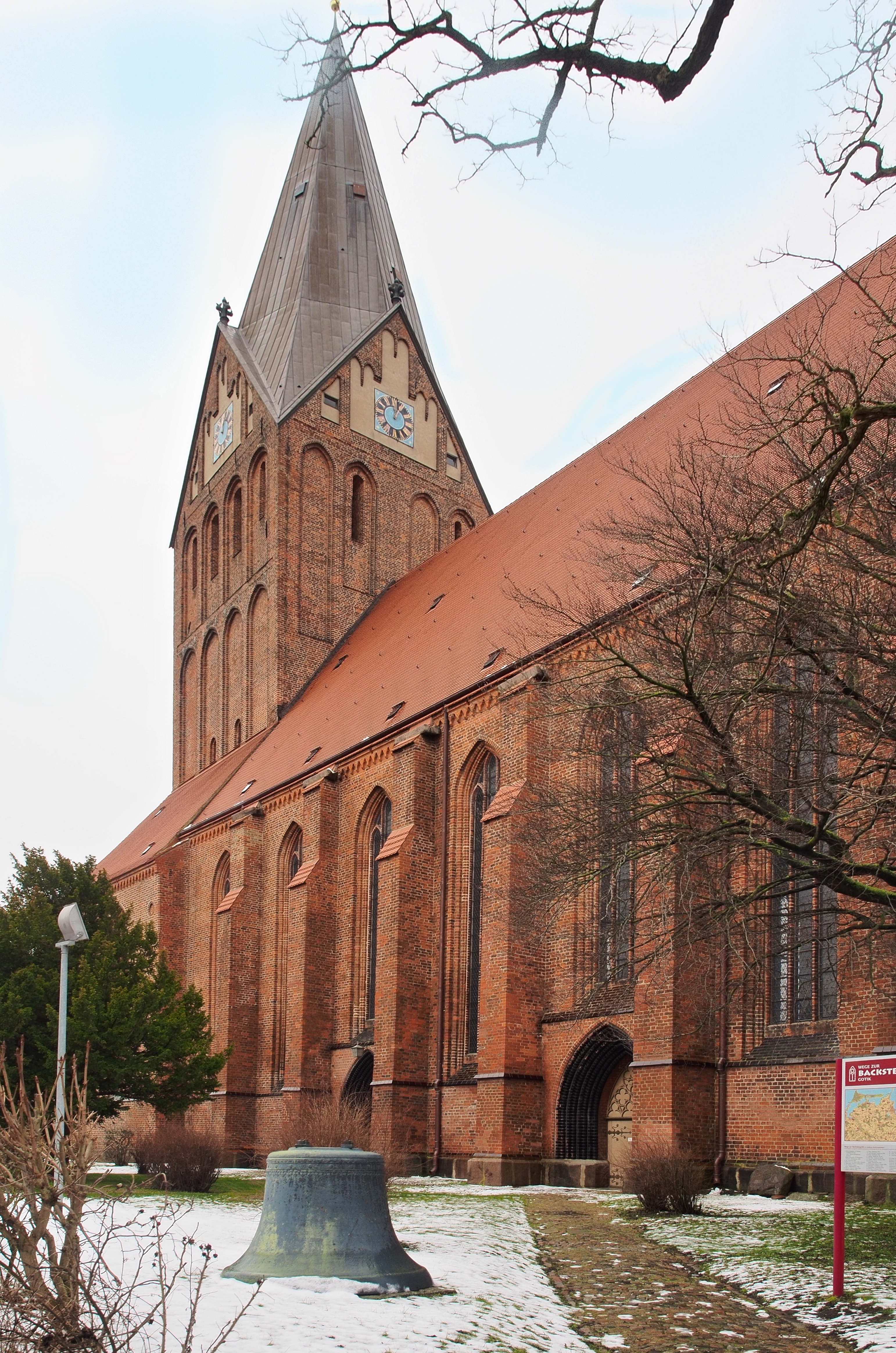
Backsteinkirche St. Marien, Barth

## Religion
In Barth gibt es vier christliche Gemeinden: die der Pommerschen Evangelischen Kirchengemeinde St. Marien Barth, die katholische Kirche St. Maria – Trösterin der Betrübten, eine Freie evangelische Gemeinde und eine Gemeinde der Neuapostolischen Kirche.

## Politik

### Stadtvertretung
Die Stadtvertretung von Barth besteht aus 21 Mitgliedern. Die Kommunalwahl am 9. Juni 2024 führte bei einer Wahlbeteiligung von 57,4 % zu folgendem Ergebnis (mit Vergleichszahlen voriger Wahlen):
| Partei / Wählergruppe         | Stimmenanteil 2019 | Sitze 2019 |  | Stimmenanteil 2024 | Sitze 2024 |
| ----------------------------- | ------------------ | ---------- |  | ------------------ | ---------- |
| CDU                           | 28,7 %             | 6          |  | 25,1 %             | 5          |
| AfD                           | 10,1 %             | 1          |  | 22,9 %             | 5          |
| Bürger für Barth              | 11,9 %             | 2          |  | 18,9 %             | 4          |
| Freie Wähler Barth            | 12,1 %             | 3          |  | 16,2 %             | 4          |
| SPD                           | 14,1 %             | 3          |  | 11,0 %             | 2          |
| Einzelbewerber Jörg Schubert  | –                  | –          |  | 03,3 %             | 1          |
| FDP                           | 08,7 %             | 2          |  | 01,5 %             | –          |
| Einzelbewerber Jens Schriefer | –                  | –          |  | 01,2 %             | –          |
| Die Linke                     | 12,4 %             | 3          |  | –                  | –          |
| Einzelbewerber Jürgen Kube    | 02,0 %             | –          |  | –                  | –          |
| Insgesamt                     | 100 %              | 20         |  | 100 %              | 21         |

Bei der Wahl 2019 entfielen auf die AfD zwei Sitze, von denen einer unbesetzt blieb, weil die Partei nur einen Kandidaten nominiert hatte.
Der Vorsitzende der Stadtvertretung führt die Bezeichnung Stadtpräsident.
- 1990–1999: Peter Weinhardt
- 1999–2004: Olaf Arndt (CDU)
- 2004–2014: Dirk Leistner (Freie Wähler Barth)
- 2014–2017: Petra Meinert (CDU)
- 2018–2019: Ernst Branse (CDU)
- 2019–2022: Erich Kaufhold (CDU)
- 2022–2024: Mario Galepp (Bürger für Barth)
- ab 2024: Andi Wallis (SPD)

### Bürgermeister
- 1997–2006: Mathias Löttge (CDU)
- 2007–2018: Stefan Kerth (SPD)
- seit 2018: Friedrich-Carl Hellwig (CDU)

Bei der Bürgermeisterwahl am 14. September 2014 wurde Kerth mit 75,3 % der gültigen Stimmen in seinem Amt bestätigt. Am 10. Juni 2018 wurde er zum Landrat des Landkreises Vorpommern-Rügen gewählt.
Hellwig wurde in der Bürgermeisterwahl am 4. November 2018 mit 53,4 % der gültigen Stimmen zu seinem Nachfolger gewählt. Seine Amtszeit beträgt acht Jahre.

### Wappen
Das Wappen wurde unter der Nr. 2 der Wappenrolle von Mecklenburg-Vorpommern registriert. Es wurde 2000 vom Schweriner Heraldiker Heinz Kippnick neu gezeichnet.
Blasonierung: „Geteilt; oben in Silber ein hersehender braun behaarter und bebarteter Mannskopf; unten in Blau drei schrägrechte silberne Fische, balkenweise gestellt. Auf dem Schild ein blau-silbern bewulsteter Bügelhelm mit goldenem Halskleinod und blau-silbernen Decken, geschmückt mit fünf silbernen Straußenfedern.“

### Flagge
Die Stadtflagge zeigt in drei Längsstreifen unterschiedlicher Breite die Farben Blau–weiß–blau. Die äußeren blauen Streifen nehmen jeweils ein Fünftel, der weiße Mittelstreifen nimmt drei Fünftel der Höhe des Flaggentuchs ein. Auf dem weißen Streifen liegt in der Mitte, die Hälfte der Höhe des Flaggentuchs einnehmend, das Stadtwappen. Die Länge des Flaggentuchs verhält sich zu Höhe wie 3:2.

### Partnerstädte
Partnerstädte von Barth sind
- Bremervörde (Deutschland)
- Kołobrzeg (Polen)
- Simrishamn (Gemeinde) (Schweden)

## Sehenswürdigkeiten und Kultur

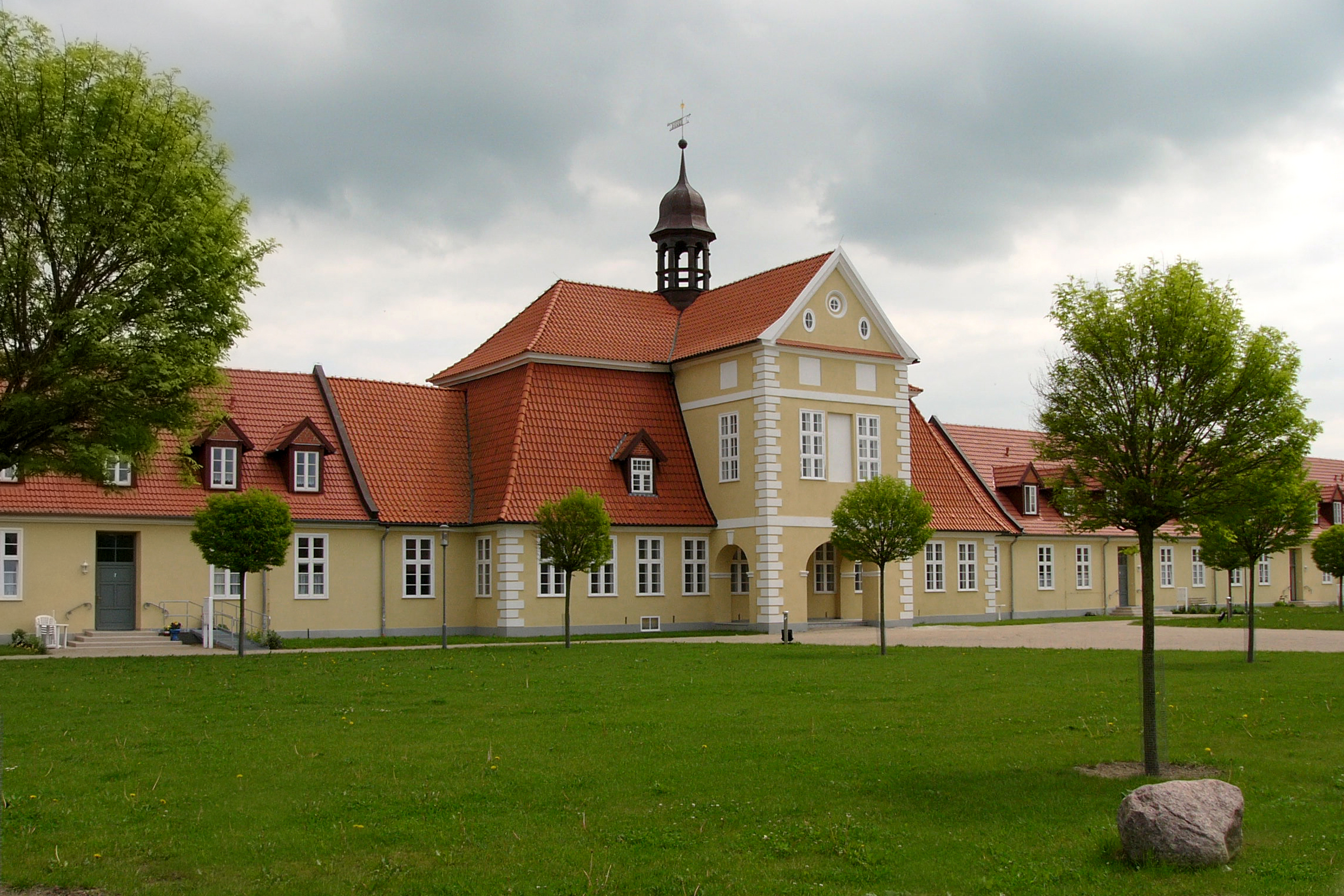
Adliges Fräuleinstift

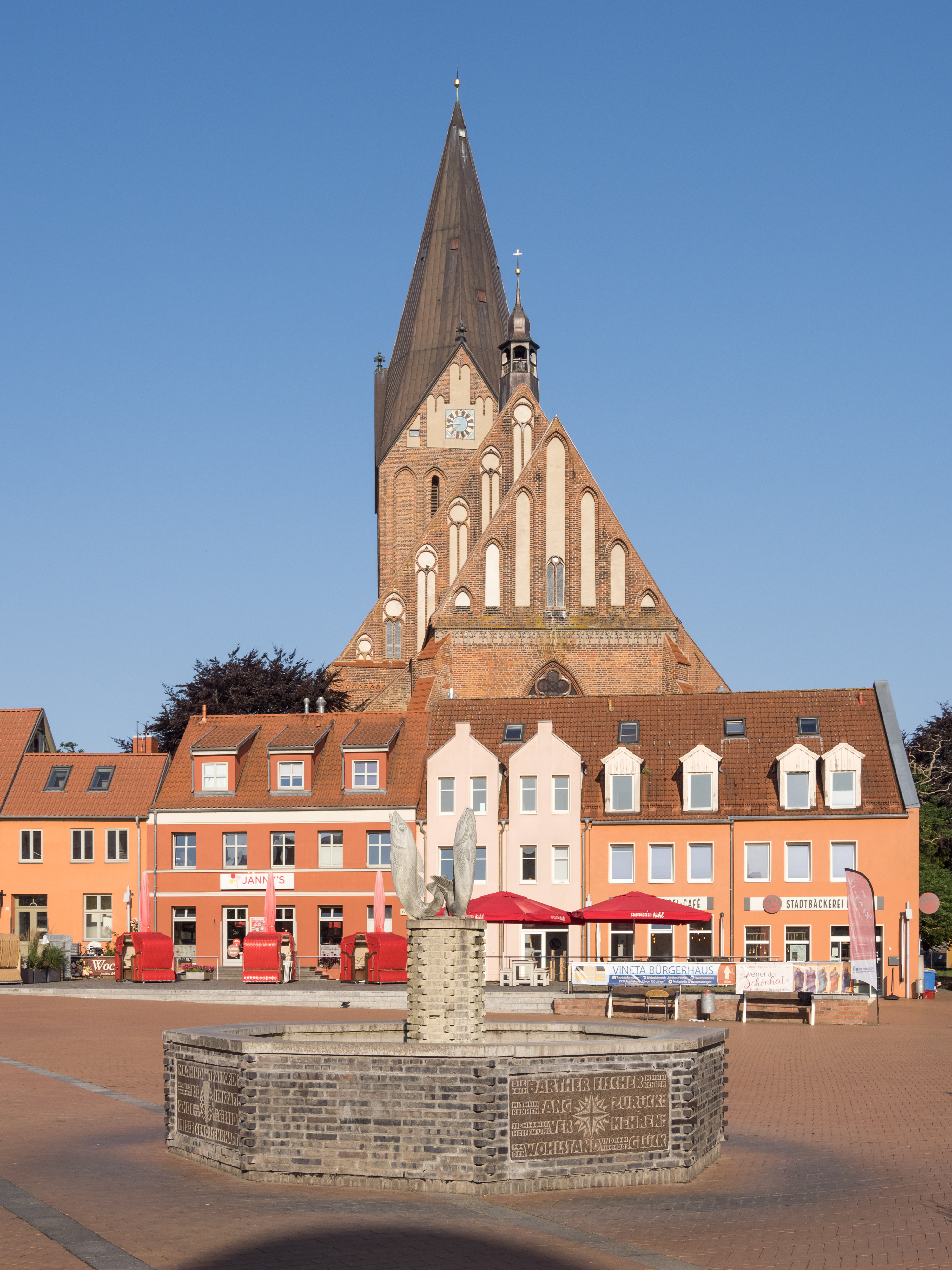
Marktplatz mit -brunnen und Kirche St. Marien

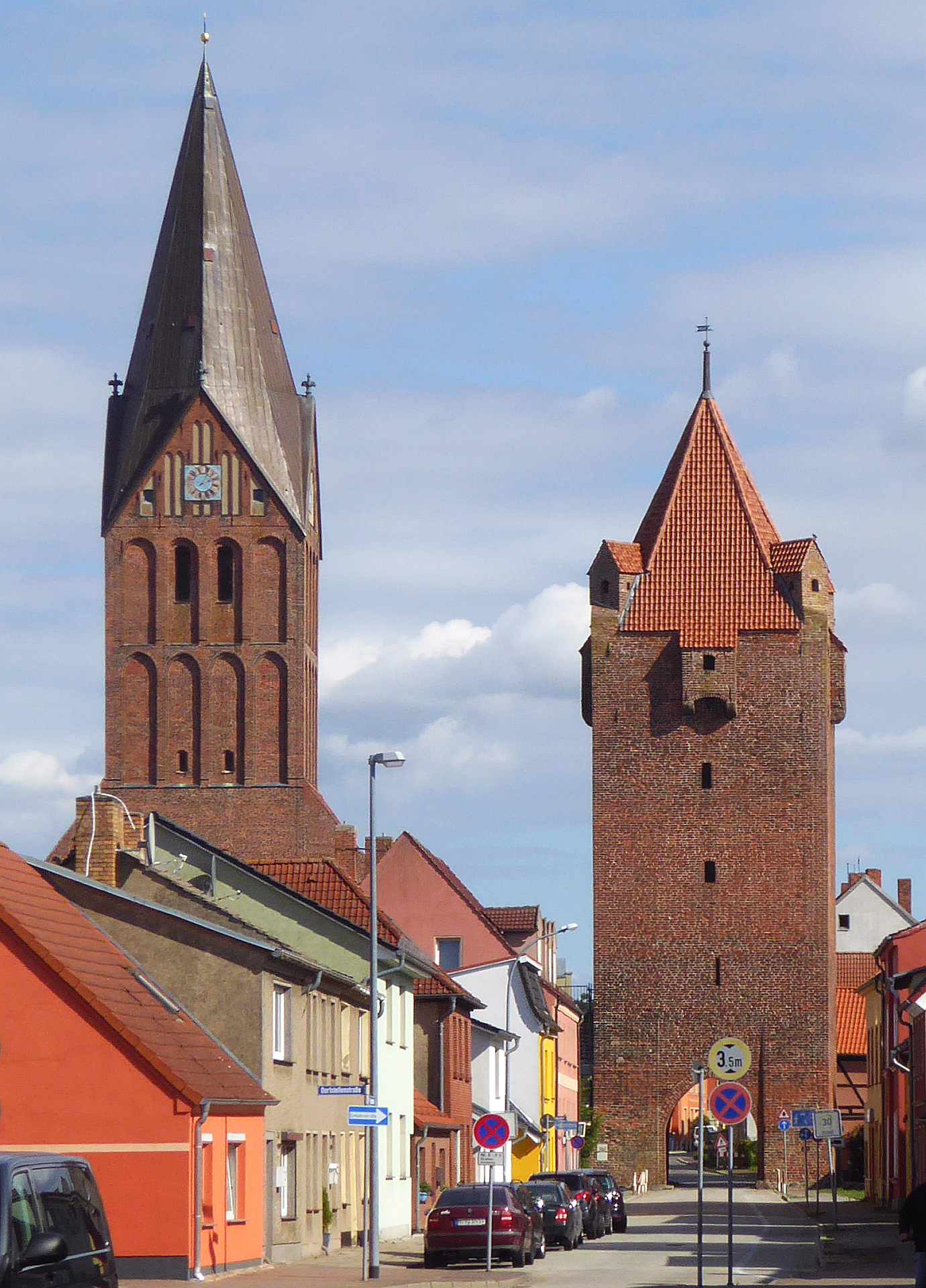
Dammtor und Turm der St.-Marien-Kirche (Westansicht)

### Bauwerke
- Sankt-Marien-Kirche, Gebäude der Backsteingotik aus dem 13. Jahrhundert. Der Bau der frühgotischen Hallenkirche begann mit dem rechteckigen Chor. Nach dem Langhaus wurde der Turm zuletzt angefügt. Das Innere wurde mehrfach verändert, das letzte Mal 1856 von Friedrich August Stüler im Stil der Neogotik. Die Kirche verfügt über eine Buchholz-Orgel, auf der auch außerhalb der Gottesdienste Konzerte abgehalten werden (siehe Orgel der Marienkirche).
- Historische Bürgerhäuser in der Altstadt und rotes Backsteingebäude des ehemaligen Kaiserliches Postamt von 1888.
- Fischbrunnen des Bildhauers Wilhelm Löber auf dem Marktplatz, hier stand ursprünglich ein Denkmal für Kaiser Wilhelm I.
- Adliges Fräuleinstift, fälschlicherweise Kloster genannt, 1733 von Friedrich von Schweden gegründet, besitzt somit keine vorreformatorische Tradition.[27] Es befindet sich am Ostrand der Altstadt an der Stelle des 1727 abgebrochenen Schlosses. Die dreiflügelige Anlage besteht aus eingeschossigen Backsteinbauten mit Mansarddach und einem zweigeschossigen Mittelbau. Das rechteckige Areal wird von Mauern mit einem Rundbogenportal von 1741 an der Westseite umgeben. Das Gebäude wird von der Volkssolidarität genutzt.
- Rathaus, entstand als Landratsamt des Kreises Franzburg-Barth nach Entwürfen des Berliner Architekten Walter Brandt[28], 1926 eingeweiht.
- Mittelalterliche Befestigungsanlage, erhalten sind das Dammtor, ein quadratischer Backsteinbau mit einer spitzbogigen Durchfahrt aus dem 15. Jahrhundert, der Fangelturm sowie die nur teilweise erkennbaren Wälle.
- Wasserturm in der Sundischen Straße, aus ihm wurde das Wasser für die Brauereien bezogen, das aus der Alkunquelle in den Sundischen Bergen kam.
- Mahn- und Gedenkstätte für 180 Opfer der Zwangsarbeit in der Chausseestraße (von 1966).
- Ehrenhain für die Kriegsgefangenen des Stammlagers Stalag Luft 1 in der Straße „Vogelsang“ (von 1985).
- Gedenkstein für eine unbekannte Zahl von KZ-Häftlingen, Kriegsgefangenen und Zwangsarbeitern, die hier in Einzel- und Gemeinschaftsgräbern bestattet wurden, auf dem Friedhof. Eine Gedenktafel erinnert an 114 Kinder von Frauen aus der Sowjetunion, die in den Pommerschen Industriewerken Barth Zwangsarbeit leisten mussten. Weitere Steine erinnern an acht polnische und jüdische Opfer.
- Sowjetischer Ehrenfriedhof für Soldaten und Zwangsarbeiter auf dem Platz der Freiheit. (1945 errichtet, 1968 neu gestaltet)

### Museen
- Vineta-Museum, zeigt Exponate zur Geschichte der Stadt. Neben stadtgeschichtlichen Ausstellungen ist das Museum auch für seine international bedeutsamen Sonderausstellungen bekannt. 2007 wurden Originalgraphiken von Rembrandt van Rijn ausgestellt.
- Chorraum der ehemaligen Kapelle des Hospitals St. Jürgen aus dem 14. Jahrhundert. Das Langhaus wurde im 18./19. Jahrhundert zu Hospital- bzw. Wohnkammern umgebaut. Im Außenmauerwerk finden sich Reste des Kirchenschiffes. Seit 2001 beherbergt das restaurierte Gebäude in der Sundischen Straße die Erlebnisausstellung des Niederdeutschen Bibelzentrums St. Jürgen. Herzstück der Ausstellung ist ein Exemplar der Barther Bibel (1584–1588), der ersten in Pommern gedruckten Bibel in der niederdeutschen Übertragung des Luthertextes.
- Museum in der Alten Druckerei in der Langen Str. 30, widmet sich dem Leben und Werk der Heimatdichterin und Schriftstellerin Martha Müller-Grählert.
- Windjammer-Museum in der Hafenstraße 22 mit privater Sammlung von Schiffsporträts seiner Art. Mehr als 400 Schiffsdiarahmen und -porträts sowie Kapitänsbilder werden in der Teetz’schen Villa gezeigt.

### Veranstaltungen
Viele Veranstaltungen finden regelmäßig in Barth statt. Die Konzertreihe "Sounds im Sonnenuntergang" am Barther Hafen jeden Mittwoch in den Sommermonaten. Das Festival "Mittsommer am Barther Bodden" zum Mittsommer im Juni mit vielen kreativen Standen, Straßenkunst und Konzerten. Oder das jährliche Barther Metal Open Air (BMOA) auf der Freilichtbühne. Im Sommertheater werden auf einer Bühne am Barther Bodden Vorstellungen unter der Mitwirkung von Akteuren der Vorpommerschen Landesbühne und von Laiendarstellern zum Thema „Wikinger“ aufgeführt. Im Sommer ziehen die Hafen- und Segeltage viele tausende Besucher an. Es werden regelmäßig die sogenannten Sommerkonzerte in der Marienkirche abgehalten. Beliebte Veranstaltungen sind außerdem das Barther Schützenfest, das Barther Tonnenabschlagen und der Barther Karneval. Das Barther Kinderfest ist das älteste Fest dieser Art in Mecklenburg-Vorpommern und in der Welt. Es besteht seit 1828 und gehört seit 2016 zum immateriellen Kulturerbe in Deutschland.

## Verkehr

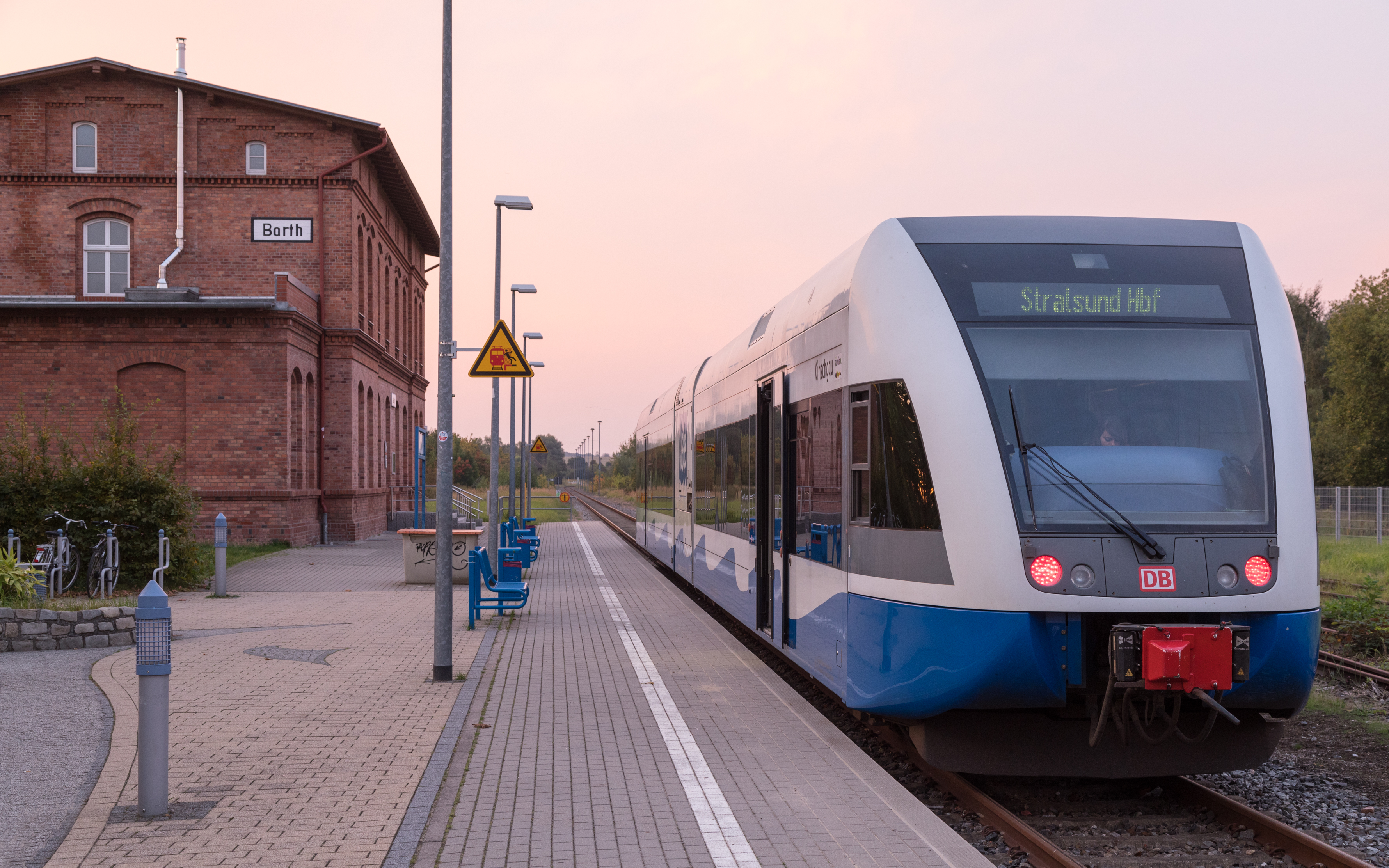
Zug der Usedomer Bäderbahn im Bahnhof Barth

Barth liegt an den Landesstraßen L 21 zwischen Prerow und Niepars sowie L 23 nach Bad Sülze. Die Bundesstraße 105 verläuft acht Kilometer südlich von Barth durch Löbnitz.
Mit der Regionalbahnlinie RB 25, betrieben durch DB Regio, besteht vom Bahnhof Barth eine Verbindung nach Velgast. Die von 1910 bis zum Zweiten Weltkrieg betriebene Darßbahn verband Barth mit Zingst und Prerow auf dem Darß. Im Juni 2021 kündigte die Deutsche Bahn AG die voraussichtliche Wiederinbetriebnahme für das Jahr 2028 an.
Die Ostseeküsten-Route (EV10), ein europäischer Fernradweg, berührt Barth und führt im EuroVelo-Netz um die Ostsee.
Barth besitzt eine langjährige Schiffbau- und Werft-Tradition und verfügt mit seinem Stadthafen über den größte Hafen in den Boddengewässern. Mit der traditionellen Barther Zeesenboot-Regatta, als Teil des Immateriellen Kulturerbes, hat der Hafen eine besondere Bedeutung. Eine Erweiterung für die touristische Nutzung ist mit der Inbetriebnahme des neuen Sportbootbeckens im März 2025 mit bis zu 70 Liegeplätzen um das künftige Ferienresort Yachthafen Barth erfolgt.
Südlich der Stadt liegt der Ostseeflughafen Stralsund-Barth.

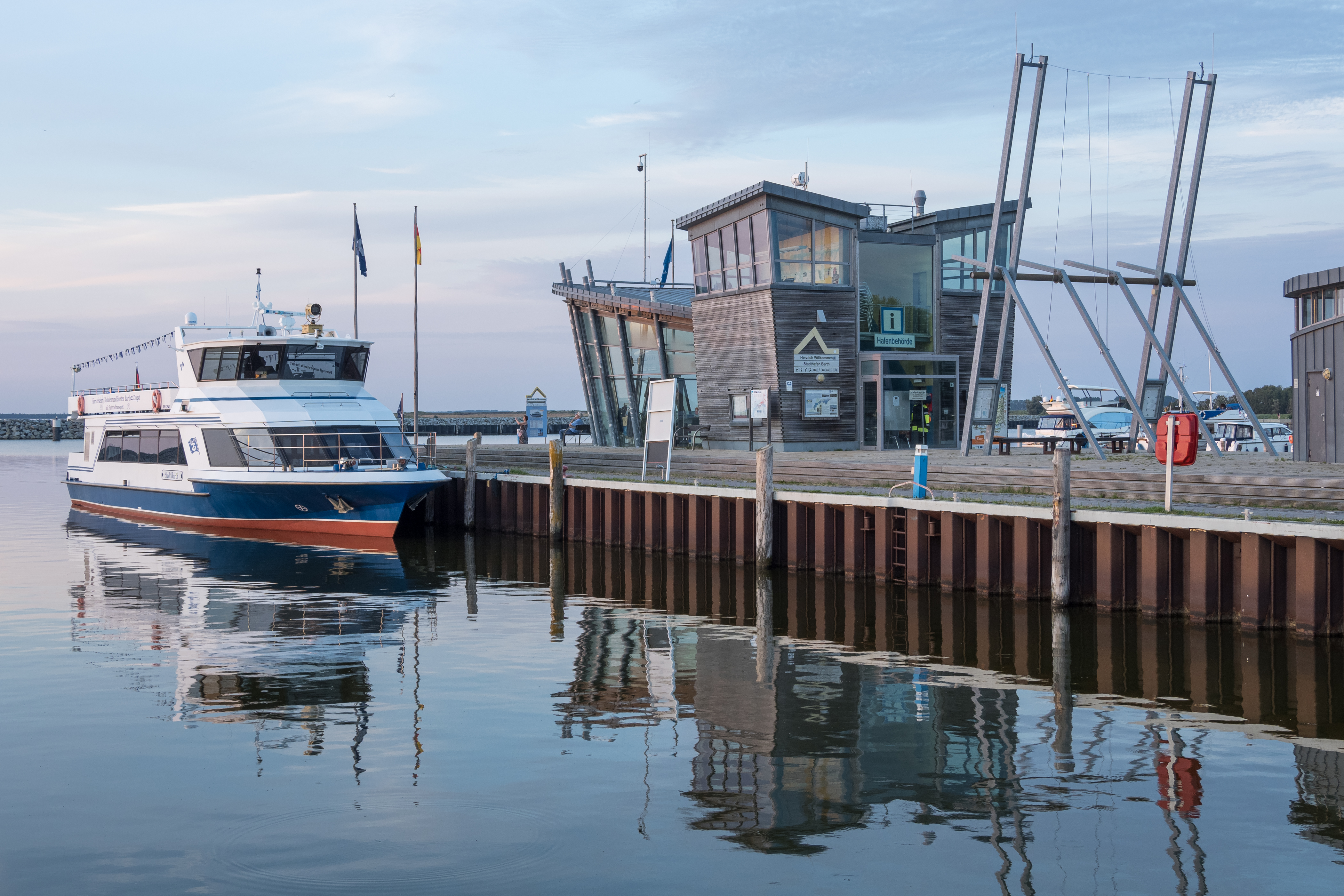
Stadthafen Barth mit Gebäude der Hafenbehörde

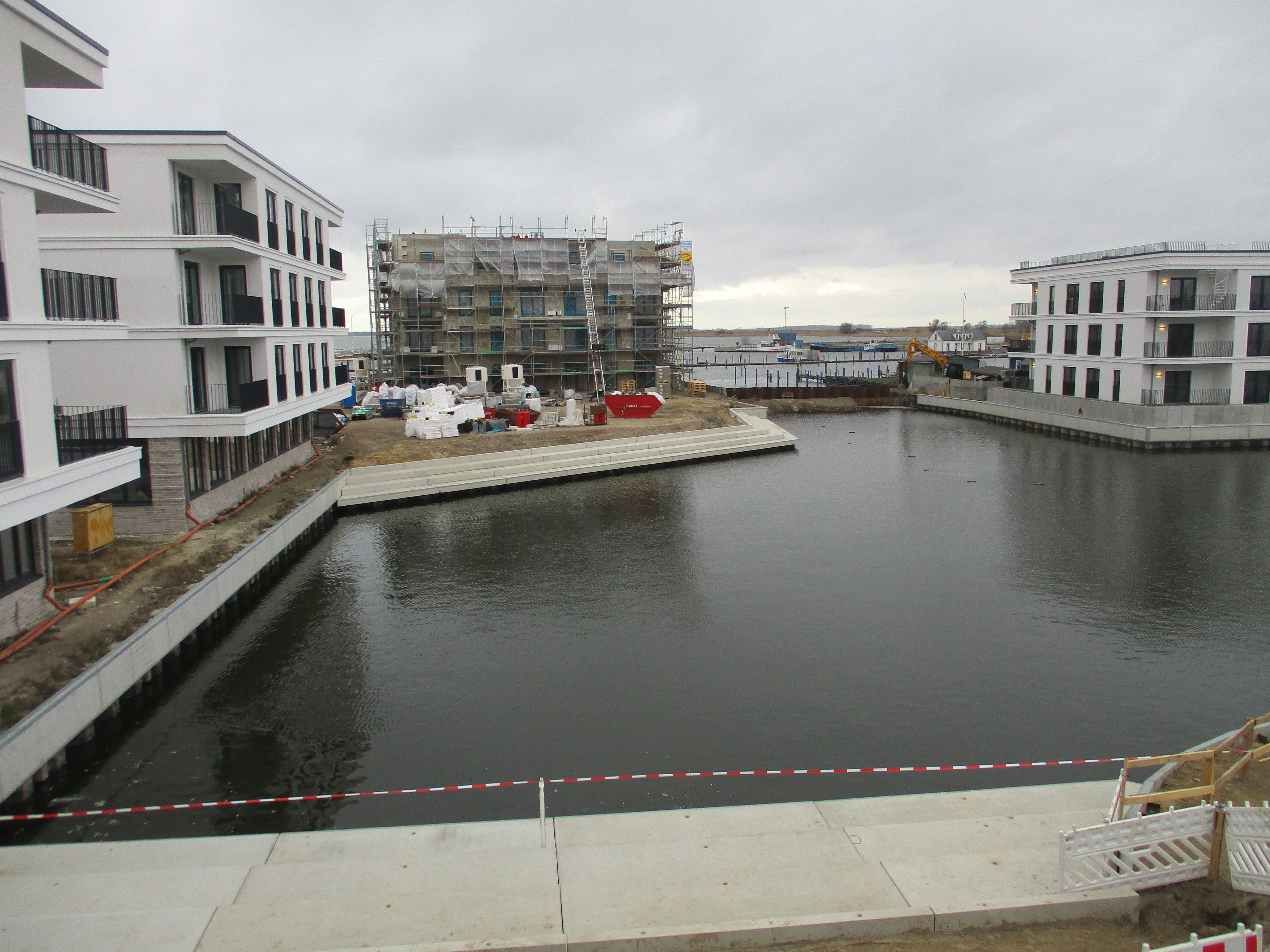
Sportbootbecken nach der Flutung, 2025

## Sport
Die Fußballmannschaft des SV Barth spielt in der Saison 2024/25 in der Landesliga Ost Mecklenburg-Vorpommern.

## Verschiedenes

### Vineta

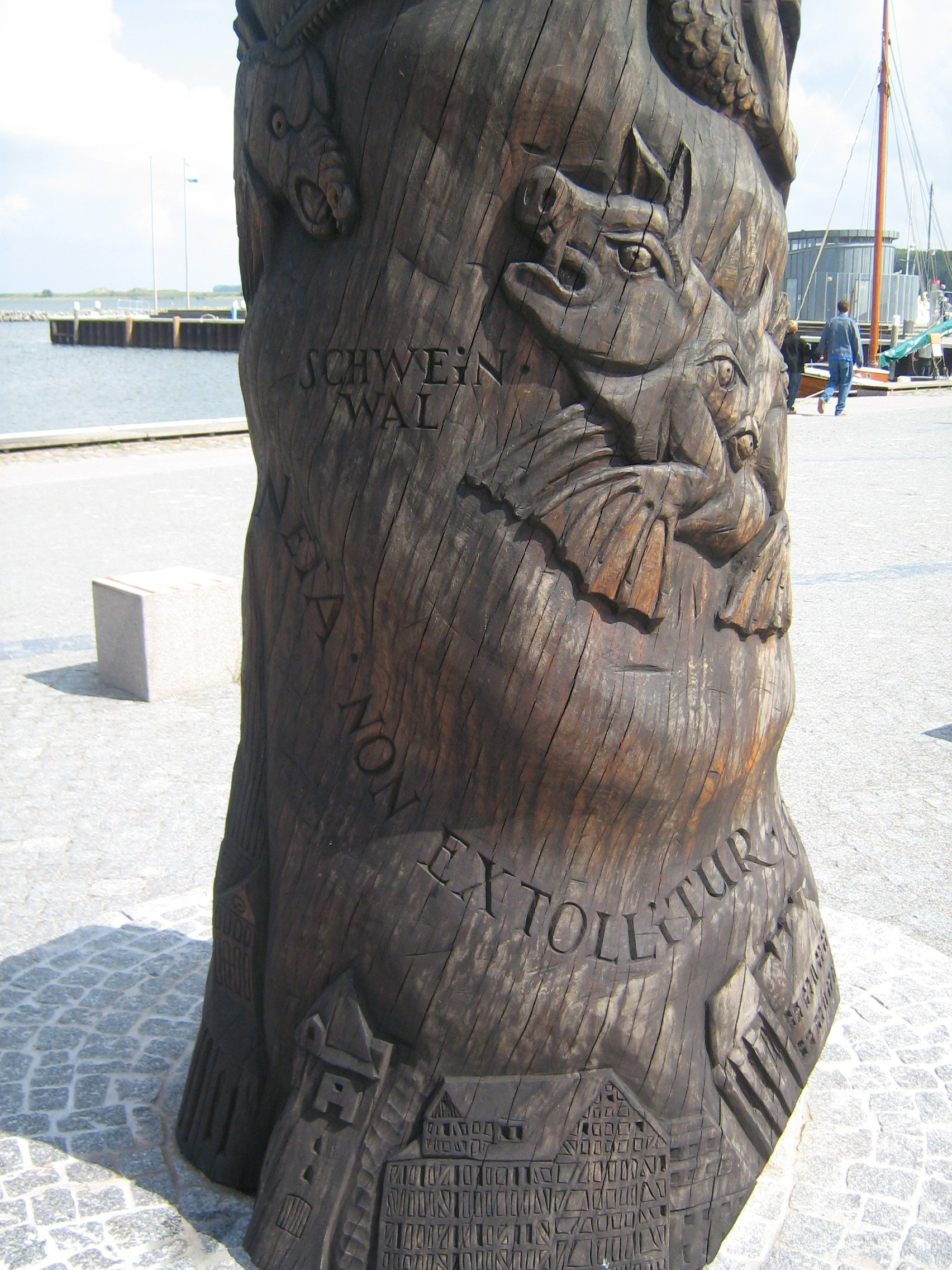
Vinetasäule am Hafen

Als eine der Städte im Ostseeraum, die für sich in Anspruch nehmen, mit dem sagenhaften Vineta in Verbindung zu stehen, bezeichnet sich Barth auch als Vinetastadt. Die für die Werbung eingeführten Bezeichnungen Vinetastadt für Barth und Vinetamuseum sind aber wissenschaftlich nicht bewiesen. Es gibt keinerlei Bezüge zur legendären frühmittelalterlichen pommerschen Stadt Jumne bzw. Jumneta, die als Vineta in die Sagenwelt einging. Jumne-Vineta wurde insbesondere durch die Forschungen von Otto Kunkel, Karl August Wilde und Władysław Filipowiak im 20. Jahrhundert mit der Stadt Wollin auf der gleichnamigen polnischen Ostseeinsel identifiziert. Vineta in Barth zu verorten ist lediglich eine Hypothese der Berliner Historiker Goldmann und Wermusch.

### Barther Bier
Aufgrund seiner hervorragenden Qualität war im Mittelalter das Barther Bier berühmt. Es wurde bis nach Nowgorod und Marseille exportiert. Ein Zeitzeuge überlieferte 1627 über den Einfall Wallensteinscher Soldaten in Barth: Sie fressen und saufen wie die Schweine. Der vierte Teil der Häuser ist öde und wüste. Gehet es so weiter, gibt es bald keinen Tropfen Barthschen Bieres mehr. Wallenstein persönlich forderte 1628 bei der Belagerung Anklams eine Ladung Barther Bier an. In der Gründerzeit belebte W. C. Schütt 1870 erfolgreich die Bierbrauerei, die später in Besitz von Heinrich Schulz gelangte. Nach dem Ersten Weltkrieg erfolgte die Übernahme der Brauerei durch Hermann Knust. Ab 1922 ging das Brauwesen durch die Übernahme an die Rostocker Großbrauerei Mahn & Ohlerich über.
Von 2007 bis 2020 wurde in Barth Barther Küstenbier gebraut. In Folge der COVID-19-Pandemie wurde der Betrieb wieder eingestellt.

## Persönlichkeiten

### Söhne und Töchter der Stadt
- Johannes Hagemeister (1502–1569), Theologe
- Franz (1577–1620), Herzog von Pommern
- Bogislaw XIV. (1580–1637), Herzog von Pommern
- Georg II. (1582–1617), Herzog von Pommern
- Ulrich von Pommern (1589–1622), evangelischer Bischof von Cammin und nicht-regierender Herzog von Pommern
- Anna von Croÿ (1590–1660), Schwester des letzten pommerschen Herzogs
- Johann Lembke (1686–1746), Mediziner
- Thimotheus Merzahn von Klingstädt (1710–1786), Jurist und Ökonom im russischen Staatsdienst
- Johann Theodor Pyl (1749–1794), Mediziner
- Paul Gottfried Pyl (1751–1830), Jurist, Hofgerichtsassessor
- Joachim Gottfried Danckwardt (1759–1825), Pastor
- Georg Ludwig Spalding (1762–1811), Philologe
- Gustav Friedrich Wohlbrück (1793–1849), Theaterschauspieler und -regisseur
- Johann Christoph Rodbertus (1775–1827), Rechtswissenschaftler
- Christian Enoch Wiesener (1798–1861), evangelisch-lutherischer Geistlicher und Dichter, Superintendent in Wolgast
- Friedrich Adolph Nobert (1806–1881), Mechaniker und Optiker, Ehrenbürger der Stadt Barth
- Ferdinand Jühlke (1815–1893), Landschaftsgestalter, Ehrenbürger der Stadt Barth
- Carl August Beug (1816–1906), Unternehmer
- Carl Pauli (1839–1901), Sprachwissenschaftler
- Franz Schlör (1853–nach 1930), Industrieller
- August Siebert (1854–1923), Direktor des Palmengartens Frankfurt
- Paul Dammann (1860–1912), Marine-Generalarzt
- Fritz Worm (1863–1931), Heimatdichter
- Emil Kreplin (1871–1932), Kolonialbeamter
- Martha Müller-Grählert (1876–1939), Schriftstellerin
- Max Esser (1885–1945), Bildhauer
- Johanna Zaeske-Fell (1894–1969), Schriftstellerin
- Wilhelm Wigand (1895–nach 1938), Politiker (NSDAP)
- Harry Krüger-York (1901–1985), Schriftsteller
- Werner Fuetterer (1907–1991), Schauspieler
- Eberhard Wilde (1924–2004), Politiker (FDP)
- Ehrenfried Bulka (1926–2012), Chemiker
- Günter Thieß (1926–2000), Sportwissenschaftler
- Gerhard Buchführer (1930–2000), Parteifunktionär, Wirtschaftswissenschaftler und Hochschullehrer
- Olaf Höckmann (1935–2023), Prähistoriker
- Karyn von Ostholt-Haas (* 1938), Schauspielerin
- Hans-Joachim Neumann (1939–2014), Arzt, Zahnarzt und Hochschullehrer
- Monika Woytowicz (* 1944), Schauspielerin
- Henning Schröder (1945–2012), Physiker
- Helmut Losch (1947–2005), Gewichtheber
- Jutta Braband (* 1949), Bürgerrechtlerin in der DDR
- Jürgen Heuser (* 1953), Gewichtheber
- Jörg Vierkant (* 1953), Politiker (CDU)
- Detlef Wiezorrek (* 1955), Fußballspieler
- Thorsten Hinz (* 1962), Journalist und freier Autor
- Sylvia Rose geb. Müller (* 1962), Ruderin
- Roland Freier (* 1964), Eisschnellläufer
- Joachim Krüger (* 1971), Historiker und Hochschullehrer
- Ina-Maria Ulbrich (* 1973), Rechtswissenschaftlerin und politische Beamtin
- Torben Ehlers (* 1984), Handballspieler

### Mit Barth verbundene Persönlichkeiten
- Bogislaw XIII. (1544–1606), Herzog von Pommern, residierte in Barth
- Martin Marstaller (1561–1615), Renaissancegelehrter, Prinzenerzieher am Hof Bogislaws XIII. in Barth
- Johann Joachim Spalding (1714–1804), protestantischer Theologe, predigte in St. Marien in Barth
- Peter Kreeft (1739–1911), Kapitän und Reeder in Barth
- Johann Heinrich Füssli (1741–1825), schweizerisch-englischer Maler und Publizist, verbrachte einige Monate bei Spalding in Barth
- Johann Caspar Lavater (1741–1801), Schweizer Theologe und Schriftsteller, verbrachte neun Monate bei Spalding in Barth
- Friedrich Oom (1793–1849), Bürgermeister und Chronist der Stadt
- Ludwig Josephson (1809–1877), Pfarrer, Superintendent in Barth
- Louis Douzette (1834–1924), Maler, Ehrenbürger der Stadt Barth
- Adolf Gustav Döring (1864–1938), Maler, lebte und arbeitete in Barth
- Wilhelm Schmidthild (1876–1951), Maler und Grafiker, Zeichenlehrer an der Realschule Barth
- Katharina von Hagenow (1882–1952), Germanistin und Volkskundlerin, letzte Priorin des Adligen Fräuleinstifts Barth.
- Erich Gülzow (1888–1954), Lokalhistoriker, lebte seit 1914 in Barth
- Elisabeth Sittig (1899–2001), Malerin, Ehrenbürgerin der Stadt Barth
- Karl-Heinrich Bieritz (1936–2011), evangelischer Theologe, Superintendent in Barth 1969–1972
- Margret Middell (* 1940), Bildhauerin, lebt in Barth
- Mathias Löttge (* 1958), Politiker (CDU), ehemaliger Bürgermeister von Barth
- Hagen Reinhold (* 1978), Politiker (FDP), lebt und führt ein Unternehmen in Barth
- Manuela Wisbeck (* 1983), Schauspielerin, in Barth aufgewachsen
- Anne Hubinger (* 1993), Handballspielerin, begann ihre Karriere beim SV Motor Barth

Die Barther Bürgerschaft hat Helga Radau, der ehemaligen Stadtarchivarin, die Barther Ehrenbürgerschaft verliehen.

## Weitere Literatur
- Friedrich Oom: Das alte Barth in kirchlicher Rücksicht. In: Baltische Studien. Band 1, Hrsg. Gesellschaft für Pommersche Geschichte und Alterthumskunde, Erstes Heft, F. H. Morin, Stettin 1832, S. 173–245. Digitalisat
- Wilhelm Bülow: Chronik der Stadt Barth, Barth 1922. Digitalisat, in: Digitale Bibliothek M-V
- Lutz Mohr: Lagen Vineta und die Jomsburg an den Küsten Nordvorpommerns? In: Heimatblätter für Mecklenburg-Vorpommern. Jg. 9, H. 1, Schwerin 1999, S. 99–101.
- Jörg Scheffelke, Gerd Garber (Hrsg.): Stadt Barth 1255–2005. Beiträge zur Stadtgeschichte. Thomas Helms Verlag, Schwerin 2005. ISBN 3-935749-48-1.
- Jürgen Hamel: Bibliographie der Drucke der Fürstlichen Druckerei Barth 1582–1604. In: Baltische Studien. N. F. Band 100, Verlag Ludwig, Kiel 2014, S. 83–127. ISSN 0067-3099
- Jürgen Hamel (Hrsg.): Beiträge zur Geschichte der Stadt und des Amtes Barth (= Veröffentlichungen des Stadtarchivs Barth, Bd. 3). Akademische Verlagsanstalt, Leipzig 2019, S. 71–110, ISBN 978-3-946281-07-8.
- Gerd-Helge Vogel: Aufklärung in Barth. Zur 250. Wiederkehr des helvetisch-deutschen Dialogs zwischen Johann Joachim Spalding, Johann Caspar Lavater, Johann Heinrich Füssli und Felix Heß in Barth in den Jahren 1763/64. Verlag Ludwig, Kiel 2014. ISBN 978-3-86935-231-2.
- Matthias Wichmann: Chronik der Stadt Barth aus dem Jahre 1619. Bearb. Jürgen Hamel, in: Veröffentlichungen des Stadtarchivs Barth, 1, Leipzig 2016. ISBN 978-3-946281-02-3.
- Franz Wegener: Barth im Nationalsozialismus. in: Geschichte der Stadt Barth, 4, KFVR (Kulturverein Ruhrgebiet e. V.), Gladbeck 2016. ISBN 978-1-5197-9333-1. Digitalisat Inhalt